# Алексеевка (Здвинский район)
Алексеевка— село в Здвинском районе Новосибирской области. Административный центр Алексеевского сельсовета.

## География
Площадь села — 97 гектар

## Население
| 2002 | 2007 | 2010 |
| ---- | ---- | ---- |
| 548  | ↘519 | ↘463 |

## Инфраструктура
В селе по данным на 2007 год функционируют 1 учреждение здравоохранения, 1 образовательное учреждение.